# Мироклей
Мироклей (др.-греч. Μοιροκλῆς) — афинский политик и оратор IV века до н. э.

## Биография
Мироклей был родом с Саламина. Он активно участвовал в политической жизни афинского полиса. Так из речи Демосфена «Против Феокрина» следует, что Мироклей был автором декрета, в соответствии с которым афиняне и их союзники объединили свои усилия в борьбе с пиратством. Возможно, как приписывается тому же Демосфену, Мироклей «заключил в оковы» сыновей Ликурга, хотя Псевдо-Плутарх в связи с этим называет имя Менесехма.
Мироклей был сторонником антимакедонской партии. В 335 году до н. э., после падения Фив, Александр Македонский, по свидетельству Арриана, потребовал у афинян выдачи Мироклея вместе с другими ярыми противниками Македонии. Александр объявил прибывшему к нему посольству, что именно названные им люди являются виновниками постигшего город бедствия у Херонеи, пренебрежительного отношения к македонским царям и отпадения фиванцев. Однако афиняне отказались пойти на эти условия. В итоге Александр, «из уважения ли к городу, или потому, что он занят был походом в Азию и не хотел оставлять по себе у эллинов ничего, что заставляло бы держаться настороже» согласился смягчить свои требования и настоял только на изгнании Харидема.
В античных источниках неоднократно подчёркивается корыстолюбие Мироклея. Так Демосфен говорит о вымогательстве в отношении арендаторов серебряных рудников, за что Мироклей подвергся судебному преследованию со стороны Эвбула. Комический поэт Тимокл в своей пьесе «Делос», согласно Афинею, указал Мироклея, наряду с Демосфеном, Каллисфеном, Демоном и Гиперидом, принявшим взятку от бывшего казначея Александра Македонского Гарпала. Демосфен также критиковал Мироклея за содействие притеснителям торговли. Исходя из его сведений, Мироклей заключался в тюрьму, хотя достоверно неизвестно, по какому именно обвинению.